# Andreas Ottl
Andreas Ottl (München, 1 maart 1985) is een Duitse voetballer die bij voorkeur als defensieve middenvelder speelt. Hij kwam in het seizoen 2005/06 voor het eerst in actie op het hoogste niveau in het shirt van FC Bayern München, dat hem in januari 2010 een half jaar uitleende aan 1. FC Nürnberg.
Ottl debuteerde op 13 augustus 2005 in het betaald voetbal in de met Bayern München gewonnen wedstrijd tegen Bayer 04 Leverkusen. Op 6 mei 2006 scoorde hij zijn eerste doelpunt in de Bundesliga in het 1-1 gelijkspel tegen 1. FC Kaiserslautern. Na zeven seizoenen hield Ottl het medio 2011 voor gezien bij Bayern München.

## Carrièrestatistieken
| Seizoen | Club                    | Land               | Competitie | Wed. | Goals |
| ------- | ----------------------- | ------------------ | ---------- | ---- | ----- |
| 2005/06 | FC Bayern München       | Vlag van Duitsland | Bundesliga | 8    | 1     |
| 2006/07 | FC Bayern München       | Vlag van Duitsland | Bundesliga | 24   | 1     |
| 2007/08 | FC Bayern München       | Vlag van Duitsland | Bundesliga | 19   | 3     |
| 2008/09 | FC Bayern München       | Vlag van Duitsland | Bundesliga | 22   | 0     |
| 2009/10 | FC Bayern München       | Vlag van Duitsland | Bundesliga | 4    | 0     |
| 2009/10 | → 1. FC Nürnberg (huur) | Vlag van Duitsland | Bundesliga | 17   | 1     |
| 2010/11 | FC Bayern München       | Vlag van Duitsland | Bundesliga | 14   | 0     |
| 2011/12 | Hertha BSC              | Vlag van Duitsland | Bundesliga | 26   | 0     |
| 2012/13 | FC Augsburg             | Vlag van Duitsland | Bundesliga | 13   | 0     |
| 2013/14 | FC Augsburg             | Vlag van Duitsland | Bundesliga | 0    | 0     |
| Totaal  | Totaal                  | Totaal             | Totaal     | 145  | 6     |

Bijgewerkt op 9 mei 2014.